# Сандвикен
Сандвикен (швед. Sandviken) град је у Шведској, у средишњем делу државе. Град је у оквиру Јевлеборшког округа, где је други по величини и значају град. Сандвикен је истовремено и седиште истоимене општине.
Сандвикен је чувен по предузећу „Сандвик“, које се бави истраживањем грађевинских материјала, посебно челика. До јануара 2012. године дато предузеће је имало своје седиште у Сандвикену, да би се потом седиште померило у Стокхолм. И поред тога град је задржао много одељења и подржница предузећа.

## Природни услови
Сандвикен се налази у средишњем делу Шведске и Скандинавског полуострва. Од главног града државе, Стокхолма, град је удаљен 190 км северно.
Рељеф: Сандвикен се развио у области Гестрик. Подручје града је равничарско, а надморска висина се креће 60-80 м.
Клима у Сандвикену влада Континентална клима.
Воде: Сандвикен се развио у унутрашњости. Град се развио на северној обали језера Сторшен, из ког истиче река Јевлеон.

## Историја
Подручје Сандвикена било је насељено још у време праисторије. Насеље је дуго било мале, без већег значаја.
Сандвикен доживљава препород у половином 19. века са проласком железнице и доласком индустрије. Од 1862. године овде је смештено предузеће „Сандвик“, које је данас једно од највећих у Шведској. Ово благостање траје и дан-данас.

## Становништво
Сандвикен је данас град средње величине за шведске услове. Град има око 23.000 становника (податак из 2010. г.), а градско подручје, тј. истоимена општина има око 36.000 становника (податак из 2010. г.). Последњих деценија број становника у граду стагнира.
До средине 20. века Сандвикен су насељавали искључиво етнички Швеђани. Међутим, са јачањем усељавања у Шведску, становништво града је постало шароликије, али опет мање него у случају других већих градова у држави.

## Привреда
Данас је Сандвикен савремени индустријски град са посебно развијеном индустријом. Најважнији послодавац је предузеће „Сандвик“. Последње две деценије посебно се развијају трговина, услуге и туризам.

## Галерија
- Главна црква Сандвикена
- Парк Сандвик
- Дом културе у Сандвикену
- Спортска дворана „Јерансон“